# Doosan Heavy Industries & Construction
Doosan Heavy Industries & Construction Co., Ltd. je južnokorejsko težkoindustrijsko podjetje, ki proizvaja turbine, električne generatorje, tlačne posode za jedrske reaktorje, uparjalnike, opremo za desalinizacijo in druge komponente. 
Podjetje je bilo ustanovljeno leta 1962 kot Korea Heavy Industries and Construction Co., Ltd.. Leta 2001 se je preimenovalo v Doosan Heavy Industries & Construction . Podjetje je del skupine Doosan. 
Tovarna v Changwonu ima površino okrog 4,5 milijonov m².